# Long Stratton
Long Stratton is een civil parish in South Norfolk, in het oosten van Engeland. De plaats bestaat uit twee delen; het grotere Stratton St. Mary en het kleinere Stratton St. Michael in het noorden. Het inwonertal is 4424.
Long Stratton ligt halverwege tussen Norwich en de marktstad Diss; aan de A140 van Cromer naar Ipswich (Suffolk).
Long Stratton grenst aan de plaatsen Tharston and Hapton, Tasburgh, Morning Thorpe, Pulham Market en Wacton.

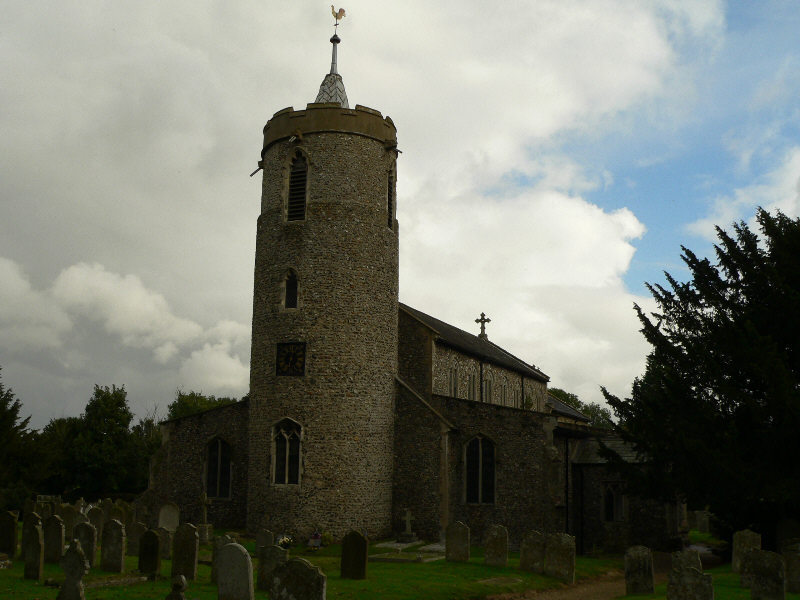
Kerk van Long Stratton